# Speed metal
Speed metal je podžanr heavy metala koji je nastao sredinom 1970-ih i direktni je predak thrash metala. Kada se pojavio kao glazbeni žanr, inovativno je povećao tempo glazbe koji su postavili Black Sabbath, Led Zeppelin i Deep Purple dok je zadržao njihove melodične ideje.
Mnogi speed metal sastavi, pored tog naziva označeni su i sad nekim drugim žanrovima, najčešće thrash, shred i power metalom, najviše zbog toga što je speed metal dosta utjecao na razvoj tih žanrova. Također, elemente speed metala si koristili pojedini glam metal i NWOBHM sastavi tijekom 1988-ih.
Tipični su predstavnici žanra sastavi Motörhead i Judas Priest.

## Kulturološko porijeklo
Sredinom 1970-ih, Velika Britanija, SAD i Njemačka.

## Instrumenti
Gitara, bas-gitara i bubnjevi.

## Popularnost
Žanr je bio popularan sredinom 1970-ih. Otada mu opada popularnost do kraja 1980-ih, kada u potpunosti prelazi u underground.